# ثمن تعاقدي
الثمن التعاقدي  هو الثمن المدرج في العقد للسلعة أو الخدمات التي سيتم تلقيها في المقابل.
قانون العقد 
القانون العام
في قانون العقد ، الثمن التعاقدي هو مصطلح جوهري. الثمن التعاقدي هو ثمن السلع أو الخدمات التي سيتم استلامها في العقد. الثمن التعاقدي يساعد في تحديد ما إذا كان العقد موجودًا. إذا لم يتم تضمين الثمن التعاقدي في العقد المكتوب ، فعند التقاضي يجوز للمحكمة أن ترى أن العقد غير موجود.
في التقاضي ، الثمن التعاقدي هو العامل لتحديد تعويضات العطل والضرر على الطرف المتخلي عن التزاماته التعاقدية. الثمن التعاقدي كنقطة مرجعية قد يساعد في تحديد الفائدة المتوقعة للطرف الذي يعاني من الأضرار بالإضافة إلى فائدة الاعتماد إلى جانب الأضرار بموجب الإغلاق التعهدي .